# Norwegischer Fußballpokal der Männer 1983
Der norwegische Fußballpokal 1983 (kurz auch NM-Cup 1983 genannt) war die 78. Austragung des Fußballpokalwettbewerbs der Männer. Pokalsieger wurde Moss FK. Das Team setzte sich im Finale mit 3:1 gegen Kongsvinger IL durch. Durch den Sieg qualifizierte sich Moss für den Europapokal der Pokalsieger 1984/85.

## 1. Runde
| Datum      |                        | Ergebnis  |                   |
| ---------- | ---------------------- | --------- | ----------------- |
| 20.05.1983 | Bergsøy IL             | 0:1       | Skarbøvik IF      |
|            | SFK Bodø-Glimt         | 2:1       | FK Fauske/Sprint  |
|            | Faaberg IL             | 1:4 n. V. | Strømmen IF       |
|            | Fredrikstad FK         | 3:0       | Kjelsås IL        |
|            | Hafslund IF            | 2:5       | Kvik Halden FK    |
|            | Halsnøy IL             | 0:3       | IL Sandviken      |
|            | IL Hødd                | 6:1       | Spjelkjavik IL    |
|            | Jevnaker IF            | 4:3 n. V. | Eidsvold Turn     |
|            | FK Jerv                | 8:3       | IK Grane Arendal  |
|            | Kautokeino IL          | 2:1       | Alta IF           |
|            | Kopervik IL            | 1:6       | SK Ulf            |
|            | Langevåg IL            | 2:1       | Hareid IL         |
|            | Lisleby FK             | 5:1       | Frigg Oslo FK     |
|            | FK Mjølner             | 3:2       | IF Grand Bodø     |
|            | Molde FK               | 3:0       | Clausenengen FK   |
|            | Mosjøen IL             | 0:3       | Mo IL             |
|            | Nidelv IL              | 0:2       | SK Nessegutten    |
|            | Nybergsund IL          | 2:0       | Brumunddal IL     |
|            | Østsiden IL            | 1:0       | Bærum SK          |
|            | Røros IL               | 3:0       | Alvdal IL         |
|            | Sørumsand IL           | 5:1       | Asker SK          |
|            | Stranda IL             | 1:1 n. V. | Aalesunds FK      |
|            | Sola FK                | 0:0 n. V. | SK Djerv 1919     |
|            | Start Kristiansand     | 1:0       | FK Vigør          |
|            | Strindheim IL          | 2:1       | SK Falken         |
|            | Sunndal IL             | 5:1       | Åndalsnes IF      |
|            | SK Vard Haugesund      | 2:1       | Ålgård FK         |
| 26.05.1983 | Brann Bergen           | 3:0       | Fyllingen IL      |
|            | IL Bryn                | 0:4       | Kristiansund FK   |
|            | SBK Drafn              | 1:3       | SFK Lyn Oslo      |
|            | Egersunds IK           | 0:1       | SK Haugar         |
|            | Fana IL                | 0:2       | IL Varegg         |
|            | Figgjo IL              | 1:4       | Bryne FK          |
|            | Fram Larvik            | 0:2       | Eik IF            |
|            | Funnefoss/Vormsund IL  | 0:1       | Kongsvinger IL    |
|            | FK Gjøvik Lyn          | 3:1       | IL Jotun          |
|            | FK Landsås             | 1:3       | Harstad IL        |
|            | Lillehammer FK         | 2:0       | Tynset IF         |
|            | Lillestrøm SK          | 5:1       | Skotterud IL      |
| 01.06.1983 | Lyngdal IL             | 1:3       | FK Vidar          |
|            | Manglerud Star         | 1:0       | Åssiden IF        |
|            | Ny-Krohnborg IL        | 2:1       | Os TF             |
|            | Odds BK                | 1:0       | Tjølling IF       |
|            | Oppsal IF              | 2:3       | Vålerenga Oslo    |
|            | Orkdal IL              | 4:1       | Verdal IL         |
|            | Råde IL                | 0:2       | Drammens BK       |
|            | Raufoss IL             | 3:2 n. V. | Abildsø IL        |
|            | Rjukan IL              | 2:8       | Mjøndalen IF      |
|            | Rosenborg Trondheim    | 5:0       | Charlottenlund SK |
|            | Sandefjord BK          | 0:2       | Strømsgodset IF   |
|            | Sandnessjøen IL        | 2:1       | IL Stålkameratene |
|            | Skeid Oslo             | 1:2       | Sarpsborg FK      |
|            | Skjervøy IK            | 0:1       | Kåfjord FK        |
|            | Sogndal IL             | 2:0       | Dale IL Fjaler    |
|            | SK Sprint-Jeløy        | 2:5       | FK Ørn            |
|            | SK Stag                | 1:3 n. V. | Teie IF           |
|            | IL Stjørdals-Blink     | 2:0       | Leksvik IL        |
|            | Storms BK              | 2:3       | IF Pors           |
|            | IF Tønsberg-Kameratene | 1:5       | Moss FK           |
|            | Tornado FK             | 3:0       | Ørsta IL          |
|            | Tranabakkan FK         | 2:4       | Steinkjer FK      |
|            | Tromsø IL              | 0:2       | Lyngen IL         |
|            | Vang IL                | 0:5       | Ham-Kam           |
|            | Viking Stavanger       | 13:00     | Buøy IL           |

### Wiederholungsspiele
| Datum      |               | Ergebnis |            |
| ---------- | ------------- | -------- | ---------- |
| 02.06.1983 | SK Djerv 1919 | 4:2      | Sola FK    |
|            | Aalesunds FK  | 1:2      | Stranda IL |

## 2. Runde
| Datum      |                 | Ergebnis  |                     |
| ---------- | --------------- | --------- | ------------------- |
| 07.06.1983 | Orkdal IL       | 0:4       | Rosenborg Trondheim |
|            | Strømmen IF     | 1:1 n. V. | Lisleby FK          |
|            | SK Ulf          | 2:3 n. V. | Viking Stavanger    |
| 08.06.1983 | FK Vidar        | 3:0       | FK Jerv             |
|            | Sarpsborg FK    | 1:1 n. V. | Mjøndalen IF        |
|            | IF Pors         | 3:0       | Jevnaker IF         |
|            | Moss FK         | 6:0       | Østsiden IL         |
|            | FK Mjølner      | 7:0       | Kautokeino IL       |
|            | Tornado FK      | 1:1 n. V. | IL Hødd             |
|            | Kongsvinger IL  | 4:0       | Nybergsund IL       |
|            | SFK Lyn Oslo    | 4:2       | Raufoss IL          |
|            | IL Sandviken    | 0:1       | SK Vard Haugesund   |
|            | Bryne FK        | 4:1       | SK Djerv 1919       |
|            | Ham-Kam         | 4:0       | Røros IL            |
|            | Lyngen IL       | 0:2       | Kåfjord FK          |
|            | Mo IL           | 2:1       | Harstad IL          |
|            | Eik IF          | 2:0       | Sørumsand IL        |
|            | Stranda IL      | 2:0       | Sunndal IL          |
|            | Vålerenga Oslo  | 6:0       | Lillehammer FK      |
|            | Teie IF         | 0:4       | Lillestrøm SK       |
|            | Kvik Halden FK  | 3:0       | Manglerud Star      |
|            | Kristiansund FK | 2:1       | Molde FK            |
|            | Strindheim IL   | 4:0       | Langevåg IL         |
|            | SK Nessegutten  | 2:3       | Steinkjer FK        |
|            | Skarbøvik IF    | 3:1       | IL Stjørdals-Blink  |
|            | Sandnessjøen IL | 0:0 n. V. | SFK Bodø-Glimt      |
|            | Odds BK         | 2:1       | Start Kristiansand  |
| 09.06.1983 | Ny-Krohnborg IL | 1:2       | Brann Bergen        |
|            | SK Haugar       | 5:1       | IL Varegg           |
|            | Drammens BK     | 0:3       | Strømsgodset IF     |
|            | FK Ørn          | 0:0 n. V. | Fredrikstad FK      |
|            | FK Gjøvik Lyn   | 1:3       | Sogndal IL          |

### Wiederholungsspiele
| Datum      |                | Ergebnis  |                 |
| ---------- | -------------- | --------- | --------------- |
| 15.06.1983 | IL Hødd        | 2:0       | Tornado FK      |
|            | Lisleby FK     | 0:3       | Strømmen IF     |
| 16.06.1983 | Mjøndalen IF   | 3:0       | Sarpsborg FK    |
|            | SFK Bodø-Glimt | 2:1       | Sandnessjøen IL |
| 21.06.1983 | Fredrikstad FK | 3:2 n. V. | FK Ørn          |

## 3. Runde
| Datum      |                     | Ergebnis  |                |
| ---------- | ------------------- | --------- | -------------- |
| 22.06.1983 | Brann Bergen        | 2:4       | FK Vidar       |
|            | Mjøndalen IF        | 3:1       | IF Pors        |
| 22.06.1983 | Strømsgodset IF     | 2:3       | Moss FK        |
|            | Rosenborg Trondheim | 2:0       | FK Mjølner     |
|            | Sogndal IL          | 4:1       | IL Hødd        |
|            | Kongsvinger IL      | 4:0       | SFK Lyn Oslo   |
|            | SK Vard Haugesund   | 1:5       | Bryne FK       |
|            | Kåfjord FK          | 1:2 n. V. | Mo IL          |
|            | Strømmen IF         | 3:1 n. V. | Eik IF         |
|            | Stranda IL          | 0:2       | Vålerenga Oslo |
|            | Lillestrøm SK       | 6:2       | Kvik Halden FK |
|            | Kristiansund FK     | 1:2       | Strindheim IL  |
|            | Steinkjer FK        | 2:0       | Skarbøvik IF   |
|            | SFK Bodø-Glimt      | 0:2       | SK Haugar      |
|            | Viking Stavanger    | 1:2       | Odds BK        |
| 24.06.1983 | Fredrikstad FK      | 2:0       | Ham-Kam        |

## 4. Runde
| Datum      |                | Ergebnis  |                     |
| ---------- | -------------- | --------- | ------------------- |
| 26.07.1983 | FK Vidar       | 1:2 n. V. | Mjøndalen IF        |
| 27.07.1983 | Moss FK        | 3:2       | Rosenborg Trondheim |
|            | Sogndal IL     | 1:2       | Kongsvinger IL      |
|            | Bryne FK       | 6:3       | Fredrikstad FK      |
|            | Mo IL          | 1:3       | Strømmen IF         |
|            | Vålerenga Oslo | 2:0       | Lillestrøm SK       |
|            | Strindheim IL  | 1:2 n. V. | Steinkjer FK        |
|            | SK Haugar      | 2:1       | Odds BK             |

## Viertelfinale
| Datum      |                | Ergebnis  |                |
| ---------- | -------------- | --------- | -------------- |
| 24.08.1983 | Mjøndalen IF   | 1:2       | Moss FK        |
|            | Kongsvinger IL | 5:0       | Bryne FK       |
|            | Strømmen IF    | 1:2       | Vålerenga Oslo |
|            | Steinkjer FK   | 1:0 n. V. | SK Haugar      |

## Halbfinale
| Datum      |                | Ergebnis |                |
| ---------- | -------------- | -------- | -------------- |
| 18.09.1983 | Moss FK        | 3:1      | Kongsvinger IL |
|            | Vålerenga Oslo | 1:0      | Steinkjer FK   |

## Finale
| Moss FK                                     | Moss FK | Vålerenga Oslo | Vålerenga Oslo |
| ------------------------------------------- | --- | --- | -------------- |
| Moss FK                                     | \| Finale \| \| 23. Oktober 1983 in Oslo (Ullevaal-Stadion) \| \| Ergebnis: 2:0 (1:0) \| \| Zuschauer: 23.000 \| \| Schiedsrichter: Thorodd Presberg \| \| Spielbericht \|                                                                                | \| Finale \| \| 23. Oktober 1983 in Oslo (Ullevaal-Stadion) \| \| Ergebnis: 2:0 (1:0) \| \| Zuschauer: 23.000 \| \| Schiedsrichter: Thorodd Presberg \| \| Spielbericht \|                                                                          | Vålerenga Oslo |
| Moss FK                                     | Nils Espen Eriksen (88. Odd Btynte Skauen) – Rune Gjestrumbakken, Per Heliasz, Morten Vinje, Svein Grøndalen – Tore Gregersen, Brede Halvorsen, Jan Rafn – Stein Kollshaugen, Ole Johnny Henriksen (52. Hans Deunk), Geir Henæs Cheftrainer: Per Mosgaard | Tom Rüsz Jacobsen – Lasse Eriksen (61. Paal Fredheim), Per Gunnar Bredesen, Dag Roar Austmo – Trond Sollied, Tor Brevik, Vidar Davidsen, Stein Gran – Egil Johansen, Jo Bergsvand (61. Pål Jacobsen), Henning Bjarnøy Cheftrainer: Gunder Bengtsson | Vålerenga Oslo |
| Moss FK                                     | 1:0 Geir Austvik (9.) 2:0 Geir Henæs (84.) | | Vålerenga Oslo |
| Moss FK                                     | Tor Brevik (72.) | | Vålerenga Oslo |
| Finale                                      | | |                |
| 23. Oktober 1983 in Oslo (Ullevaal-Stadion) | | |                |
| Ergebnis: 2:0 (1:0)                         | | |                |
| Zuschauer: 23.000                           | | |                |
| Schiedsrichter: Thorodd Presberg            | | |                |
| Spielbericht                                | | |                |